# John Phillips (muzyk)
John Edmund Andrew Phillips znany również jako Papa John (ur. 30 sierpnia 1935 w Parris Island, zm. 18 marca 2001 w Los Angeles) – amerykański wokalista, gitarzysta i twórca piosenek. Członek oraz lider zespołu Mamas & The Papas.

## Kontrowersje
Córka Philipsa wyznała, że John w noc przed jej ślubem nafaszerował ją narkotykami i zgwałcił. Wyznanie to zostało odrzucone przez macochę Michelle Phillips, która uznała tę wypowiedź za kłamstwo.